# Samsung NC20
Samsung NC20 — 12-дюймовый субноутбук / нетбук производства компании Samsung Electronics. В момент выхода на рынок, компьютер выделялся тем, что был первым массовым нетбуком на базе процессора VIA Nano. Также это первый серийный портативный компьютер класса нетбуков с процессором, поддерживающим набор инструкций x86-64.

## Технические характеристики
- Процессор: 64-битный VIA Nano ULV Processor U2250 (1.3+ ГГц, 800 МГц)
- Чипсет: VIA VX800
- Оперативная память: 1 ГБ
- Экран: 12,1 дюйма WXGA (1280 x 800)
- Встроенные модули Wi-Fi и Bluetooth
- Жёсткий диск: 80/120/160 ГБ (Зависит от комплектации)
- Размеры: 292,4 x 217×30,7 мм
- Масса: 1450 г
- Установлена операционная система Windows XP

Возможна установка систем на базе GNU/Linux
Возможно расширение оперативной памяти до 2 Гб